# Gayangos
Gayangos de Montija es un pueblo, Entidad Local Menor, situado en el norte de la provincia de Burgos, comunidad autónoma de Castilla y León (España), perteneciente al municipio de Merindad de Montija, comarca de Las Merindades, partido judicial de Villarcayo.
Es un lugar rodeado de pequeños lagos que entre Gayangos y Bárcena de Pienza forman las lagunas de Antuzanos, zona húmeda que es las más importante de toda la región para la nidificación de las aves acuáticas y de paso. 
En el siglo XIX sus aguas sulfurosas, ricas de minerales, fueron disfrutadas por unos balnearios frecuentados por la mejor burguesía bilbaína sea de la capital.

## Balneario
Antiguamente Gayangos contaba con un balneario de aguas mineromedicinales. Cuando estalló la guerra civil española se utilizó como sanatorio de tuberculosos. En 1945 los enfermos fueron trasladados al de Fuentes Blancas en Burgos. El balneario fue expoliado y permanece cerrado.

## Accesos
Es un pueblo situado en el norte de la provincia de Burgos, en la vertiente mediterránea, en el punto kilométrico 73 de la carretera autonómica  CL-629  que comunica Bercedo con Villarcayo, en las proximidades del alto de Bocos.
Camino de acceso a Bárcena de Pienza.

## Demografía
En el padrón municipal de 2007 contaba con 67 habitantes.

## Historia
Lugar en la Merindad de Montija en el Corregimiento de las Merindades de Castilla la Vieja, jurisdicción de realengo con regidor pedáneo.
A la caída del Antiguo Régimen queda agregado al ayuntamiento constitucional de Merindad de Montija , en el partido de Villarcayo perteneciente a la región de Castilla la Vieja.

## Parroquia
Iglesia católica de Santos Justo y Pastor, dependiente de la parroquia de Espinosa de los Monteros en el Arciprestazgo de Merindades, Diócesis de Burgos 
.

## Geografía
En las proximidades están situadas unas lagunas llamadas Pozos de la Lama o Lagunas de Antuzanos.
Es un lugar rodeado de pequeños lagos que entre Gayangos y Bárcena de Pienza forman las lagunas de Gayangos, zona húmeda que es las más importante de toda la región para la nidificación de las aves acuáticas y de paso.

En el siglo XIX sus aguas sulfurosas, ricas de minerales, fueron disfrutadas por unos balnearios frecuentados por la mejor burguesía bilbaína sea de la capital.

El que yo habito, que es el de Montija, fue el seno de un vasto lago formado por los rios Trueba y Cerneja que brotan en la alta sierra de Pas.
La cadena de peñascos se repliega y quiebra al Mediodía, volviendo suavemente á rehacerse hácia el Norte, formando como una hermosa ensenada.
La región meridional  de este valle es rica en minerales diversos, no explotados, y sobre todo en aguas sulfurosas, uno de cuyos manantiales surte á los baños de Gayangos, establecidos há  más de cincuenta años, y cuya fama (pues son sus aguas acaso las mejores entre las mejores de España) le han mermado lentamente las fáciles comunicaciones a otros establecimientos análogos.
 Teodoro Sainz y Rueda

Gayangos 10 de agosto 1884